# 藏戏艺术中心
藏戏艺术中心是中国西藏自治区拉萨市的一家展示藏戏艺术的多功能演出场所。该中心位于拉萨市北京西路，于2006年开工建设。其建筑由藏戏艺术中心和附属楼两部分组成。藏戏艺术中心内有大礼堂、小礼堂及藏戏展示厅等。
该建筑投入使用后，成为西藏自治区藏剧团的专用演出场所。